# Thyreodon spectabilis
Thyreodon spectabilis är en stekelart som först beskrevs av Perty 1833.  Thyreodon spectabilis ingår i släktet Thyreodon och familjen brokparasitsteklar. Inga underarter finns listade i Catalogue of Life.